# Philautus microdiscus
Philautus microdiscus  es una especie de anfibio anuro de la familia Rhacophoridae. Es endémica de la región de los montes de Abor en el estado de Arunachal Pradesh (India). Habita bosques tropicales húmedos. Se sabe muy poco de esta rana ya que no se ha vuelto a encontrar desde su descripción científica. Se cree que probablemente se reproduzca por desarrollo directo.